# سعود قرن
سعود قرن لاعب كرة قدم سعودي ، يلعب في خط الوسط .
لعب سابقاً لأندية حطين و الرائد و ضمك .